# Daryācheh-ye Kāftar
Daryācheh-ye Kāftar (persiska: دریاچه کافتر) är en periodisk saltsjö i Iran.   Den ligger i provinsen Fars, i den centrala delen av landet, 600 km söder om huvudstaden Teheran. Arean är 44 kvadratkilometer.